# 高木凌
高木 凌（たかぎ りょう、1999年9月12日 - ）は、日本の男性総合格闘家。千葉県千葉市出身。パラエストラ八王子所属。元パンクラスフェザー級ランキング1位。

## 来歴
子供の頃から総合格闘技が大好きな少年だった。高校3年までは「格闘技をやりたい」と思いながら野球を続けていたが、高校卒業後に19歳で総合格闘技を始めることを決意。パラエストラ八王子に通い、RIZINの舞台を目指してプロ総合格闘家の道を歩んだ。
2020年7月、格闘技を始めて1年弱でアマチュアパンクラスの西関東選手権ライト級部門で優勝。
2021年9月12日、PANCRASE 323でプロデビュー。格闘DREAMERSなどに出場していた漆間將生と対戦し、1Rに右ストレートでKO勝ち。
2023年7月9日、PANCRASE 335で中田大貴と対戦し、1Rに右ストレートでダウンを奪い、パウンドでKO勝ち。

### RIZIN
2023年10月1日、RIZIN初参戦となったRIZIN LANDMARK 6でSBC・OFCフェザー級2冠王者のビクター・コレスニックと対戦。フルラウンド戦い抜くも判定0-3で敗戦を喫した。
2024年4月29日、RIZIN2戦目となるRIZIN.46で西谷大成と対戦し、1Rに右ストレートでダウンを奪いパウンドでKO勝ちを収めた。勝利者マイクや試合後インタビューでは、「KOした瞬間は今までの人生で一番嬉しい瞬間だったかもしれないです。（勝ってリングから見えた景色は、）絶景でした。19歳の時に格闘技を始めてRIZINを目指してずっと頑張っていたので、僕のことをまだあまり知らない人達までこんなに盛り上がってくれて本当にありがたいです。こんな景色が見れるなんて」と喜んだ。
2024年9月29日、RIZIN.48で萩原京平と対戦し、1Rにリアネイキッドチョークで一本勝ち。初の一本勝ちを収めた。試合後のマイクでパニック症を発症していたことを告白。支えてくれた館長らに感謝を述べた。
2025年5月4日、RIZIN男祭りで秋元強真と対戦し、ほぼ互角で僅差の展開となるも0-3の判定負けを喫した。

## 人物
- あらゆる打撃を高いレベルで繰り出す選手。特に右ストレートでKOを量産しており得意技としている。高木本人は決めの必殺技としての素早く強烈な右ストレートを『ライトニングフラッシュ』と名付けている[10]。

密着動画
- RIZIN公式YouTube ch - 高木凌の密着動画『Preparation』（2024）[映像 1]

## 戦績

### プロ総合格闘技
| 総合格闘技 戦績 | 総合格闘技 戦績 | 総合格闘技 戦績 | 総合格闘技 戦績 | 総合格闘技 戦績 | 総合格闘技 戦績 | 総合格闘技 戦績 |
| --------------- | --------------- | --------------- | --------------- | --------------- | --------------- | --------------- |
| 11 試合         | (T)KO           | 一本            | 判定            | その他          | 引き分け        | 無効試合        |
| 8 勝            | 6               | 1               | 1               | 0               | 0               | 0               |
| 3 敗            | 0               | 1               | 2               | 0               | 0               | 0               |

| 勝敗 | 対戦相手               | 試合結果                             | 大会名           | 開催年月日     |
|      | 三宅輝砂               | 試合前                               | RIZIN.51         | 2025年9月28日  |
| ×    | 秋元強真               | 5分3R終了 判定0-3                    | RIZIN男祭り      | 2025年5月4日   |
| ○    | 萩原京平               | 1R 2:31 リアネイキッドチョーク       | RIZIN.48         | 2024年9月29日  |
| ○    | 西谷大成               | 1R 4:04 KO（右ストレート）           | RIZIN.46         | 2024年4月29日  |
| ×    | ビクター・コレスニック | 5分3R終了 判定0-3                    | RIZIN LANDMARK 6 | 2023年10月1日  |
| ○    | 中田大貴               | 1R 2:03 TKO（右ストレート→パウンド） | PANCRASE 335     | 2023年7月9日   |
| ○    | 遠藤来生               | 2R 4:29 KO（左飛び膝→右ストレート）  | PANCRASE 332     | 2023年3月26日  |
| ×    | 新居すぐる             | 1R 1:14 アームロック                 | PANCRASE 330     | 2022年12月25日 |
| ○    | 林優作                 | 1R 0:52 KO（右ストレート）           | PANCRASE 328     | 2022年7月18日  |
| ○    | 渡辺謙明               | 5分3R終了 判定3-0                    | PANCRASE 327     | 2022年4月29日  |
| ○    | 齋藤拓矢               | 1R 0:44 KO（右ストレート）           | PANCRASE 325     | 2021年12月12日 |
| ○    | 漆間將生               | 1R 2:25 KO（右ストレート）           | PANCRASE 323     | 2021年9月12日  |